# Qere–Ketib

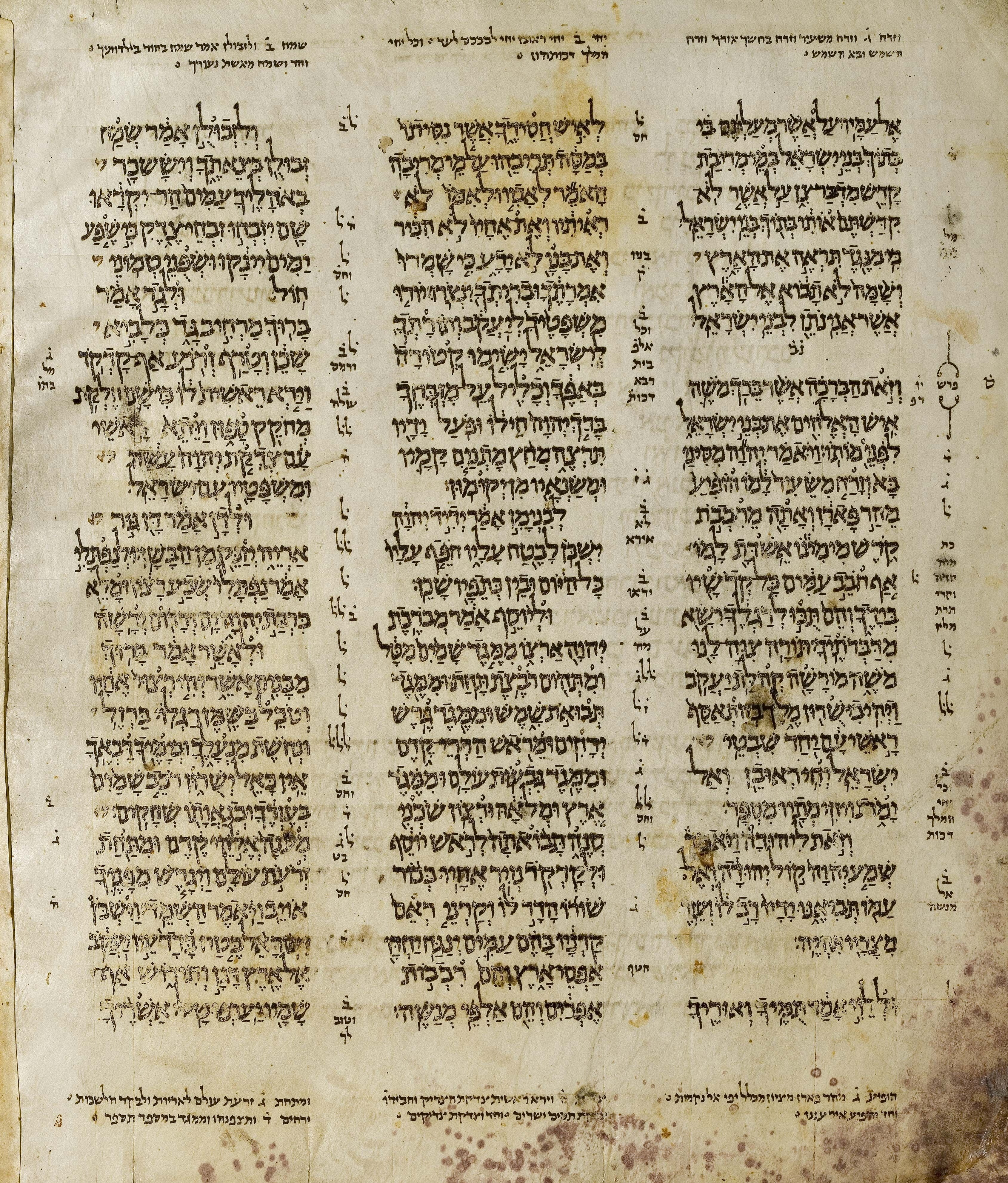
Strona z Kodeksu z Aleppo z przykładowym fragmentem zawierającym ketib-qere (Pwt 33,9): w środkowej kolumnie, piąta linijka od góry, drugie słowo. Zamiast בְּנוֹ (jego syn), ma być בָּנָיו (jego synowie).

Qere–Ketib (według dokładnej transkrypcji: qerê – keṯîḇ) – dwa aramejskie imiesłowy „czytany” – „napisany”, których używa się jako terminu technicznego w odniesieniu do Biblii hebrajskiej, na oznaczenie zawartych w masorze poprawek błędów w tekście spółgłoskowym (rzeczywistych lub domniemanych). W BHS (jak w większości rękopisów) błędne słowo jest oznaczone punktem, a na marginesie podano prawidłowe (albo najczęściej jedynie inną formę) wraz z literą ק (od qere). Natomiast samogłoski z „błędnego” słowa mają być czytane ze słowem „poprawionym”. Istniały jednak także inne sposoby oznaczeń (np. pionowa kreska, podobna do końcowego nun).
Jest to bardzo częste spośród oznaczeń masory tekstu masoreckiego, występuje (w zależności od konkretnego manuskryptu) od 848 do 1566 razy.

## Historia powstania
Masora została spisana ostatecznie w końcu I tysiąclecia n.e. przez masoretów. Jednak korzenie zawartych w niej tradycji i interpretacji sięgają czasów dużo wcześniejszych. Współczesne badania krytyki tekstualnej Starego Testamentu pozwalają ustalić I wiek n.e. jako czas ustabilizowania się jednego, autorytatywnego tekstu świętych ksiąg. Z czasem opracowano także szczegółowe zasady kopiowania tak, by uniknąć błędów (umyślnych lub nie) przy ich przepisywaniu. Po ustabilizowaniu się jednego tekstu spółgłoskowego (który z czasem stał się obowiązującym tekstem masoreckim), w okresie pomiędzy I a VI wiekiem n.e. wciąż jednak zdarzały się pewne poprawki dokonywane przez kopistów, które doprowadziły z czasem do wynalezienia i opracowania jednego systemu korygowania i zabezpieczania tekstu przed zmianami albo błędnymi poprawkami. W tym celu wprowadzono znaki samogłoskowe, akcentowe oraz dokonano podziału ksiąg. Powstawał też powoli materiał będący swoistym komentarzem językowo-hermeneutycznym do świętego tekstu, mającym bronić jego autorytetu. Materiał masory na początku był przekazywany ustnie. Kiedy jego ilość rosła, zaczął być dopisywany do samych rękopisów. Świętość tekstu nie pozwalała na jakiekolwiek poprawki w tekście spółgłoskowym, dlatego opracowany cały system różnych oznaczeń w tekście. Jednym z najważniejszych i najczęściej używanych oznaczeń masory jest ketib-qere. Choć, jak cała masora, oznaczenia te zostały dosyć późno dodane do tekstu, wiemy że były używane już dużo wcześniej, bo o ketib-qere wspomina już m.in. literatura rabiniczna.

## Szczególne rodzaje i podział

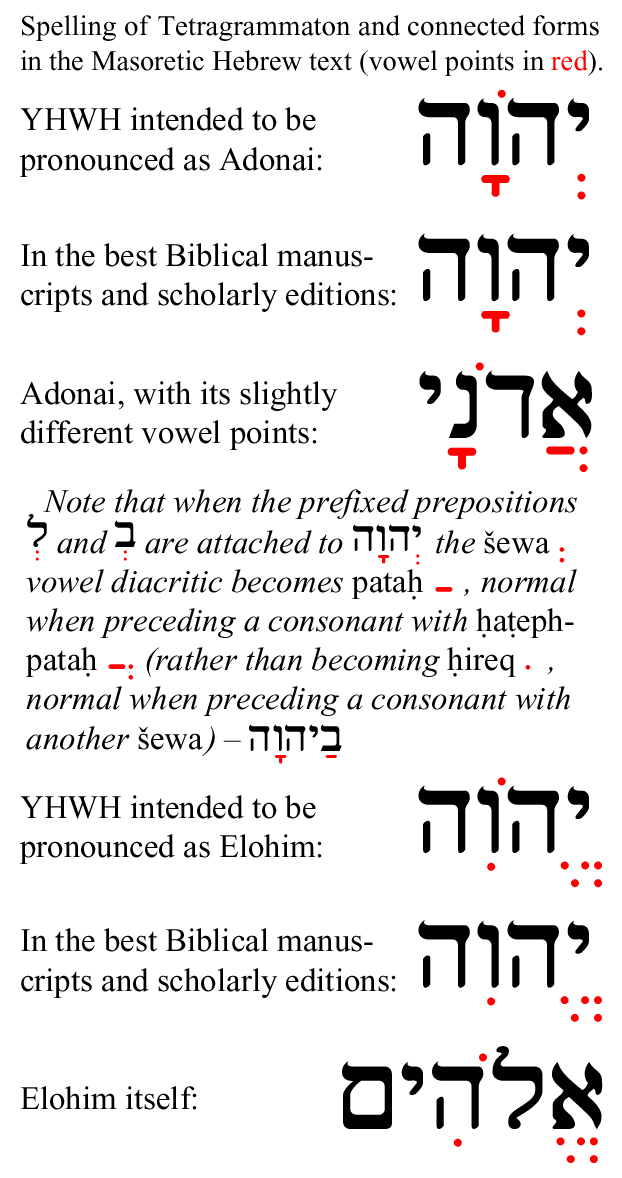
Przedstawiono qere perpetuum w przypadku Tetragrammu (świętego Imienia Boga).

Szczególnymi przykładami ketib-qere są:
- qere we-la'ketib (tzn. [słowo] czytane, a nie zapisane) – w takim przypadku podano w tekście masoreckim jedynie wokalizację (czyli samogłoski słowa, które należy czytać); słowa te najprawdopodobniej z różnych powodów zniknęły z tekstu, a na dodanie ich później nie pozwalała świętość oficjalnego tekstu; tradycja rabiniczna i masorecka nieznacznie różnią się – podają 7 lub 10 takich miejsc, przykłady to: 2Sm 8,3; Sdz 20,13; pełną listę można znaleźć w traktacie Okhlah we-Okhlah, lista nr 97[10]
- ketib we-la'qere (tzn. [słowo] zapisane, a nie czytane) – przeciwna sytuacja: w takim przypadku w tekście dane słowo występuje bez wokalizacji; są to drobne zmiany, często spowodowane błędem dittografii; tradycja rabiniczna i masorecka nieznacznie różnią się – podają 5 lub 8 takich miejsc, np. 2Sm 13,33; pełną listę można znaleźć w traktacie Okhlah we-Okhlah, lista nr 98[10]
- qere perpetuum (stałe qere) – słowo nie jest specjalnie oznaczone, ale samogłoski dodane należą do słowa, które należałoby przeczytać zamiast tego zapisanego danymi spógłoskami (np. zamiana tetragramu na tytuły Adonaj albo Elohim)[2].

Yeivin dzieli wszystkie qere-ketib na 6 kategorii, z których jedynie 3 uważa za przed-masoreckie (oprócz powyższych zalicza do nich także 16 eufemizmów), inne według niego opierają się na elementach tekstu dodanych później.

## Propozycje interpretacyjne
Tradycja żydowska podaje 2 niezależne wyjaśnienia powstania qere-ketib:
- teoria kolekcji – sięga Dawida Kimchiego (ok. 1160–1235), który twierdził, że pisarz Ezdrasz po wygnaniu zapisał „kolekcję” istniejących manuskryptów, godząc w ten sposób różne wersje (w takm razie ketib-qere oznaczały warianty tekstu); przeciw tej teorii jest fakt, że mielibyśmy w takim razie do czynienia jedynie z 2 wersjami tekstu
- teoria poprawek – pochodzi od Abrabanela (ok. 1437–1508), według niej Ezdrasz i skrybowie znaleźli w rękopisach błędy wynikające z nieuważnego przypisywania, albo z niepoprawnej gramatyki, które poprawili

Współcześnie natomiast istnieją 4 główne koncepcje dotyczące rozstrzygnięcia oryginalnego znaczenia oznaczeń ketib-qere:
- poprawki – tradycyjne ujęcie: błędnie zapisane słowa poprawiono na podstawie innych źródeł; krytycy podkreślają, że trudno wytłumaczyć w takim ujęciu brak spójności między formami zapisanymi w różnych miejscach (poprawka w jednym miejscu, podczas gdy w innym jej brak)
- warianty – według Orlinsky'ego, zapisane ketib są proponowanymi wariantami danych słów, które z czasem zostały uznane za trwałe zmiany (i czasem nawet bezpośrednio wprowadzone do tekstu, co potwierdzają niektóre manuskrypty); takie ujęcie potwierdzone jest przez studium poszczególnych przypadków, w których widać, że qere-ketib najczęściej dotyczy drobnych zmian, które często występują po prostu w tekście pomiędzy poszczególnymi manuskryptami
- pozycje pośrednie – poszczególne oznaczenia były zawarte jako korekcje tekstu, które z czasem stały się wariantami lub na odwrót
- tradycja lektury – Levin i inni twierdzą, że qere-ketib powstały pierwotnie nie w formie pisanej, ale czytanej, jako warianty przekazywanej ustnie tradycji; później masoreci zechcieli wyraźnie odseparować różne tradycje, szczególnie tam, gdzie mogłoby to wpłynąć na niezmienność świętego tekstu[12].